# Jules Koundé
Jules Olivier Koundé (París, França, 12 de novembre de 1998) és un futbolista francès que juga com a defensa pel FC Barcelona i la selecció francesa.

## Trajectòria
D'ascendència beninesa, va néixer a París, encara que des d'infantils va estar jugant en petits clubs de ciutats properes a Bordeus, com Landiràs o La Brède. Després de passar posteriorment amb 14 anys al Girondins de Bordeus i jugar amb el segon equip, finalment el 2018 va pujar al primer equip. Va fer el seu debut el 7 de gener de 2018 en un partit de la Copa de França contra el Granville que va finalitzar amb un resultat de 2-1 en contra del club de Bordeus després de disputar una pròrroga. En la seva segona temporada va incrementar el seu nombre de minuts al club, arribant a disputar deu partits de l'Europa League.
El 3 de juliol de 2019 va marxar traspassat al Sevilla FC amb el qual va signar un contracte fins al 2024, per 25 milions d'euros, i va esdevenir així el fitxatge més car de la història del club sevillà. En la seva primera temporada a Sevilla, va contribuir a guanyar la UEFA Europa League per sisena vegada, i fou inclòs en l'equip de la temporada de la competició.

### FC Barcelona
El 28 de juliol de 2022, el FC Barcelona va anunciar un acord amb el Sevilla pel traspàs de Koundé. Es va perdre el primer partit de la lliga contra el Rayo Vallecano perquè el club no el podia inscriure per no superar el límit salarial de la plantilla. Es va perdre el segon partit, contra la Reial Societat, el 21 d'agost, pel mateix motiu. Koundé va ser inscrit a La Liga el 26 d'agost i va fer el seu debut oficial amb el club dos dies després en una victòria per 4-0 contra el Reial Valladolid al Camp Nou.
El 16 de gener de 2023, el Barça va guanyar la final de la Supercopa d'Espanya 2023, després d'una victòria per 3-1 sobre el seu rival, el Reial Madrid CF, a El Clàssic, guanyant el seu primer títol amb el club. El 14 de maig de 2023, Koundé va marcar el seu primer gol amb el Barça en una victòria per 4-2 contra l'RCD Espanyol a l'RCDE Stadium que els va coronar automàticament com a campions de la Lliga.
El 3 de desembre de 2023, Koundé va marcar el seu segon gol en una victòria per 2-1 contra el CA Osasuna fora a l'Estadi El Sadar. L'11 de desembre, Koundé va fer una assistència a Robert Lewandowski en una victòria per 2-1 contra el Deportivo Alavés a casa. A la meitat de la temporada, l'entrenador, Xavi Hernández, va canviar Koundé de central a lateral dret. Tot i que Koundé es va oposar a la idea de Xavi, va decidir adaptar-se la seva nova posició. Koundé va fer una assistència a Raphinha amb una victòria per 4-0 contra el Getafe CF el 24 de febrer.
El 12 de gener de 2025 el Barça va jugar contra el Reial Madrid la final de la Supercopa d'Espanya 2025 i Koundé va donar una assistència a Raphinha per marcar l'1-3. El partit va acabar amb una victòria per 2-5 per donar el títol al Barça. 3 mesos després, a la final de la Copa del Rei de la mateixa temporada, va sentenciar el partit contra el Reial Madrid CF marcant el gol decisiu al minut 116 de la pròrroga amb un 3-2 a favor del FC Barcelona, el qual es va coronar amb el títol.

## Internacional
Koundé va ser membre de la selecció francesa sub-21 per a la fase de grups del Campionat d'Europa sub-21 de la UEFA 2021, on va ser titular com a defensa central en els tres partits i va ser el capità de l'equip en una victòria per 2-0 contra Rússia.
El 18 de maig de 2021, Koundé va ser seleccionat per Didier Deschamps com a part dels 26 jugadors que van formar la selecció francesa per a l'Eurocopa 2020. Va debutar el 2 de juny de 2021 en un amistós previ al torneig contra la Gal·les, entrant com a substitut de Benjamin Pavard al descans. Va jugar un partit a l'Eurocopa 2020, jugant el partit complet contra Portugal al Grup F de l'Eurocopa.
El 10 d'octubre de 2021 va ser titular a la final de la Lliga de Nacions de la UEFA 2021 que França va guanyar contra Espanya per 1-2.
Koundé va ser membre de la selecció francesa per a la Copa del Món de la FIFA 2022, on va ser titular en cinc dels set partits de l'equip com a lateral dret, i va acabar subcampió, per darrere de l'Argentina.
El maig de 2024, Koundé va ser convocat amb la selecció francesa per al Campionat d'Europa de futbol 2024. At the tournament, he started all six matches for France at right-back, i va ser nomenat jugador del partit en la seva victòria per 1-0 contra Bèlgica als setzens de final.

## Palmarès
Sevilla
- Lliga Europa de la UEFA: 2019–20[5]

FC Barcelona
- 2 Supercopes d'Espanya: 2023,[29] 2025[30]
- 2 Lligues espanyoles: 2022-23,[31] 2024-25
- 1 Copa del Rei: 2024–25[17][18]

França
- Lliga de les Nacions de la UEFA: 2020–21[32]

Individual
- Equip de la temporada de la UEFA Europa League: 2019–20[33]